# Stop — mens legen er go’
Stop — mens legen er go'  (с дат. — «Остановись, пока всё идёт хорошо») — песня композитора Эрика Кора, с которой датская певица Улла Пиа победила на фестивале «Dansk Melodi Grand Prix 1966» и представляла Данию на конкурсе песни «Евровидение-1966». На конкурсе песня получила всего 4 балла и заняла 14-е место.

## Текст песни
В песне поётся о том, что когда девушка возвращается домой со своего первого бала, кавалер имеет плохие мысли. Фраза «остановись, пока всё идёт хорошо» означает, чтобы кавалер перестал думать о плохом. Девушка предлагает остановиться и «насладиться красотой звёздного неба».

## Национальный отбор
В 1966 году Улла Пиа приняла участие в конкурсе «Dansk Melodi Grand Prix», победители которого представляли Данию на конкурсе песни «Евровидение». Композиция «Stop — mens legen er go'» в исполнении Уллы одержала победу, после чего она получила право представить страну на конкурсе 1966 года.

## Евровидение
Конкурс песни «Евровидение-1966» состоялся 5 марта 1966 года в Люксембурге, столице Люксембурга. Улла Пиа выступила под номером 2 после представительницы ФРГ Марго Эскенс с песней «Die Zeiger der Uhr» и перед Тоней, представлявшей Бельгию с песней «Un peu de poivre, un peu de sel».
Песня финишировала 14-й, получив всего 4 балла из 85 возможных.
Из-за низкого результата датский телевещатель «DR» бойкотировал конкурс с 1967 по 1977 года, вернувшись на конкурс лишь в 1978 году.

## Страны, отдавшие баллы Дании
|       | Флаг Германии | Флаг Бельгии | Флаг Люксембурга | Флаг Югославии (1945—1991) | Флаг Норвегии | Флаг Финляндии | Флаг Португалии | Флаг Австрии | Флаг Швеции | Флаг Испании | Флаг Швейцарии | Флаг Монако | Флаг Италии | Флаг Франции | Флаг Нидерландов | Флаг Ирландии | Флаг Великобритании | Всего |
| Дания | -             | -            | -                | -                          | 1             | 3              | -               | -            | -           | -            | -              | -           | -           | -            | -                | -             | -                   | 4     |

Система голосования была следующая: жюри каждой страны присуждало оценки 5, 3 и 1 трём наиболее понравившимся песням.
Дания получила 4 балла: 3 балла от Финляндии и 1 балл от Норвегии.

## Версии на других языках
После участия в «Евровидении» Улла Пиа записала итальянскую версию песни под названием «Tu no!»:
- Итальянская версия: «Tu no!» (рус. Не ты!).

## Позиции в чартах
| Чарт              | Место |
| ----------------- | ----- |
| Дания (Billboard) | 2     |